# ورنك صيني
ورنك صيني (الاسم العلمي:Raja chinensis) هو نوع من الأسماك يتبع جنس الورنك من الفصيلة الورنكية.